# Андреј Мељниченко
Андреј Игоревич Мељниченко (рус. Андрей Игоревич Мельниченко, блр. Андрэй Мельнічэнка; Гомељ, 8. март 1972) је руски индустријалац и милијардер.
Са око 15,5 милијарде долара личног богатства, у 2018. години заузима 88. место према Форбсовој светској листи милијардера, (7. у Русији).
Од 10. марта 2022. Мељниченко се налази под санкцијама Европске уније.

## Детињство и образовање
Андреј Мељниченко је студирао физику на државном московском универзитету, а потом дипломирао и на руском универзитету за економију Плекханов, специјализирајући се за финансије и кредитно пословање.

## Каријера
Андреј Мељниченко је главни акционар и председник стратешких комитета Еврохим, СУЕК и СГК. Деведесетих година Мељниченко је био један од оснивача и председник МДМ банке, једне од највећих руских банака. Од 2007. године, Андреј Мељниченко је члан Бироа Управног одбора руског Савеза индустријалаца и предузетника (РСПП), где је и председник Комисије рударства.

## Имовина и одбори
- Еврохим Група АГ: један од највећих светских произвођача минералних ђубрива и највећи произвођач ђубрива у Русији. Андреј Мељниченко је корисник 90% акција компаније.[4]
- СУЕК (енгл. Siberian Coal Energy Company) један од главних произвођача угља на глобалном нивоу и највећи произвођач у Русији. Андреј Мељниченко је корисник 92,2% акција компаније.
- OOO енгл. Siberian Generating Company (СГК): водећа компанија за производњу електричне енергије у Сибиру. Андреј Мељниченко је корисник 92,2% акција компаније.

## Признања
Године 2016. Мељниченко добија специјалну награду за "добра дела" и хуманитарне радове од стране председника Русије. Према извештајима медија, он је један од главних социјалних инвеститора и филантропа Русије.

## Приватни живот
Године 2005. у јужној Француској, Мељниченко се жени са бившим српским моделом и поп певачицом Сандром Николић.
Андреј поседује две јахте: Моторну јахту А (М/Y A) и Једрењак А (S/Y A) (очекује се у 2017). Обе јахте дизајнирао је Филип Старк.